# Marcos Rodríguez Leija
Marcos Rodríguez Leija es un periodista, escritor, músico y artista audiovisual latinoamericano nacido en Nuevo Laredo, Tamaulipas (México) en 1973.
Literatura y periodismo:
Forma parte del Diccionario de Escritores Mexicanos del Siglo XX, publicado por el Instituto de Investigaciones Filológicas y el Centro de Estudios Literarios de la Universidad Nacional Autónoma de México (UNAM). 
Sus microficciones son utilizadas como herramienta para aprendizaje del español por el Centro de Enseñanza para Extranjeros (CEPE) de la UNAM, además del portal académico del Colegio de Ciencias y Humanidades (CCH) de la UNAM. 
Sus creaciones literarias también son utilizadas para la formación académica en la universidad Mary Hardin-Baylor, de Belton Texas, entre otras instituciones de educación Superior de Estados Unidos, México y Sudamérica.
Su obra ha sido traducida al inglés, francés, italiano, portugués y alemán. Obtuvo el Premio Nacional de Periodismo 2000 en crónica en medios impresos, el Premio Nacional de Literatura del Programa Editorial del Instituto Mexiquense de Cultura en 2002 y el Premio Nacional de Poesía "Timón de Plata" en 2002, entre otros. 
En 2013 el Instituto Histórico e Geográfico do Maranhão, Brasil, le otorgó la presea literaria "Gonçalves Dias" y en 2015 su obra fue considerada de Interés Cultural Latinoamericano por decreto del Senado y la Cámara de Legisladores de la República de Argentina durante el Bicentenario del Congreso de los Pueblos Libres.
Participó en el libro colectivo "En las fronteras del cuento", de la colección Tierra Adentro (1997) y en la antología de cuentos del norte de México "Sin límites imaginarios", publicado por la UNAM. Su poesía y sus cuentos también han aparecido en antologías publicadas en México, Argentina, Brasil, Estados Unidos, Francia, Alemania, España e Italia, así como en revistas de divulgación cultural mexicanas y extranjeras.
Ha coordinado talleres de microficción y periodismo en México, Estados Unidos y Sudamérica.

### Música
Con su música ha participado en espacios culturales y festivales relevantes de Argentina, Bolivia, Colombia, Cuba, Chile, El Salvador, Estados Unidos, México y Nicaragua.
Cuenta con la producción independiente “Antología”, la cual integra canciones de su autoría con ritmos de trova, folk rock, blues, bossa nova y neobolero.
Colaboró en el disco colectivo “Poetas por Ayotzinapa”, en el que participaron 43 artistas del mundo en homenaje a los estudiantes desaparecidos de Ayotzinapa, México.
Desarrolla una actividad en la que fusiona la narración oral escénica con canciones infantiles de su autoría y coordina un taller de composición de canciones.
Obtuvo el Premio Internacional "Cántame un poema" 2019 en República Dominicana.
Trabajo audiovisual:
Expositor de colecciones individuales y colectivas de fotografía en Tamaulipas, Quintana Roo, Nuevo León y la Ciudad de México; en Texas (EE. UU.) y en Bolivia. 
Ha impartido talleres y charlas de sensibilización sobre el arte fotográfico en secundarias a través de la Secretaría de Educación Pública (SEP).
Fue becario en 1995 por el Instituto para la Cultura y las Artes de Tamaulipas en artes visuales. 
Su obra fotográfica fue incluida en la antología colectiva de artistas relevantes de Latinoamérica titulada “Fotoseptiembre Latinoamericano 96” (fotografía, 1996, CNCA, Centro de la Imagen). 
Estuvo a cargo del scouting y del casting de la película “The Girl” (2012), del director estadounidense David Riker, presentada ese mismo año en el Festival Internacional de Tribeca (Nueva York).

## Obras literarias y discografía
Ha publicado los libros:
- "Exhumación de sueños lúgubres" (cuentos, 1997, CECAT/Terra Ignota)
- "Zona etérea" (minificciones, 1998, CNCA/CECAT)
- "Pandemónium" (cuentos, 2001, CNCA/ITCA)
- "Minificciones" (minificciones, 2002, IMC)
- "Souvenires" (minificciones, 2011, CNCA/ITCA)
- "El Susto" (cuento ilustrado para niños, 2014, editorial Anónima)
- "Rumor de humo y ceniza" (poesía, 2015, CNCA/ITCA)
- "Textículos" (minificciones, 2016, editorial Poetazos).
- "Pequeño abecedario trágico" (minificciones, 2022, editorial Morgana).
- “Antología” (incluye canciones con ritmos de trova, folk rock, blues, bossa nova y neobolero).
- "Poetas por Ayotzinapa" (homenaje a los estudiantes desaparecidos de Ayotzinapa, México).